# معركة الشجرة

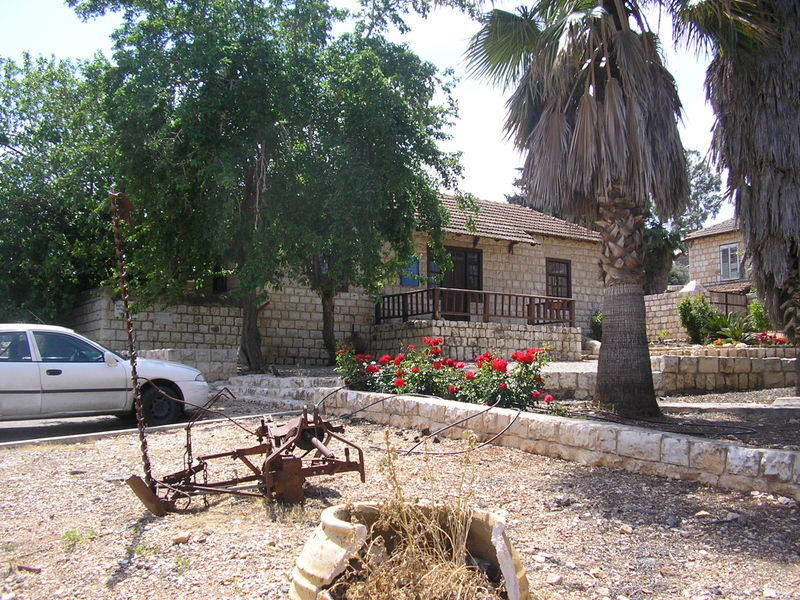
قرية الشجرة المهجرة بعد المعركة واليوم لا وجود لمستعمرات إسرائيلية عليها ولكن يوجد مستعمرة تحمل نفس الاسم شمال شرقي القرية.

معركة الشجرة معركة وقعت بين العرب من أهالي قرية الشجرة في فلسطين واليهود في الفترة الواقعة بين شباط 1948 وتموز من نفس العام، وانتهت باحتلال اليهود للبلدة وتهجير سكانها.

## قرية الشجرة
تقع قرية الشجرة إلى الجنوب الغربي من مدينة طبريا في فلسطين، وتبعد عنها 14 كم تقريباً، بلغت مساحة أراضيها 3754 دونماً عام 1945م، وتناثر فوقها 124 منزلاً، أما عدد سكانها فبلغ عام 1931م قرابة 584 نسمة، وفي عام 1944 بلغ 770 نسمة، ووصل إلى 893 نسمة في العام 1948م. تحيط بالشجرة عدة قرى هي: لوبية، كفر كنا، طرعان، كفر كما، كفر سبت، حطين، نمرين، عين ماهل، عرب صبيح، إضافة إلى مستعمرة السجرة اليهودية (بالسين).

## بداية المعركة
انقسمت معركة الشجرة حسب المؤرخين إلى ثلاثة أقسام:

### المعركة الأولى: «احتلال الشجرة»
بدأت المناوشات بين العرب واليهود في قطاع الشجرة في شهر شباط من عام 1948 م. ثم أخذ القتال يتسع بين الطرفين. بلغ أشده في أيار. في أواسط شباط /فبراير 1948، بينما كان القتال دائراً بين العرب وقوات الهاغاناه في وادي بيسان، شنّت الهاغاناه هجوماً تضليلياً على الشجرة. وورد في صحيفة فلسطين أنه بعد منتصف ليل (17) شباط، تسللت إحدى وحدات الهاغاناه إلى داخل القرية وفجّرت منـزلين (وقال بلاغ رسمي بريطاني أن المنـزلين المستهدفين كانا مهجورين).
بعد ذلك وصل أهالي القرية أخبار المجازر والفظائع التي ارتكبها اليهود في دير ياسين، من قتل وذبح للأطفال والشيوخ والشباب واغتصاب النساء وتعريتهن، فقرر أهالي القرية إخلاءها من الأطفال والنساء والشيوخ، ولم يبق سوى من يستطيع الدفاع عن القرية، وبعض كبار السن من النساء ليطهون الطعام للمقاومين. في المعركة كان أبناء القرية يملكون ما بين 50-100 بندقية، في حين كانت قوة اليهود كبيرة جداً وصلت 1500 جندياً يهودياً، ولما بدأ الهجوم استمات أهالي القرية في الدفاع عنها وأفشلوا احتلالها في البداية ولكنهم خسروا المعركة بسبب نفاذ الذخيرة لديهم وكثرة عدد العدو، فانسحب القليل منهم فيما استشهد أغلبهم في المعركة التي انتهت في السادس من شهر مايو/أيار باستيلاء الجيش اليهودي على القرية.

### المعركة الثانية: «تحرير الشجرة»
وتطور الهجوم في ليلة التاسع من حزيران عام 1948 ليشمل المجدل والناصرة ولوبيا ومسكنة، إلا أن قوات جيش الإنقاذ نجحت في إحباط هذه الهجمات مما اضطر قوات الهاغاناه إلى الهجوم ثانية، فانسحبت أمامها القوات المشتركة، واحتل اليهود المواقع الحساسة على طريق الناصرة المؤدية إلى الغرب كلها، وقامت قوات أخرى بقطع الطريق المؤدية إلى الشرق من قرية الشجرة.
قررت قيادة جيش الإنقاذ إرسال ما تملكه من الدعم والعتاد (فصيلتين إلى قرية لوبيا القريبة من الشجرة)، واستطاعت هذه القوات دعم المجاهدين المتواجدين على جبهة الشجرة، حيث قامت بتدمير قسم من قوات الهاغاناه والحصول على بعض الغنائم من مصفحات صالحة كما ارسلت قوة صغيرة للتمركز على طريق صفد- الرامة مما أمكن تأمين محاور العمليات، وقام قائد جيش الإنقاذ بتجهيز السرايا والمصفحات والعتاد اللازم لكل حاجة.واندفع بها صباح 9 حزيران في اتجاه لوبيا-الناصرة قاصداً القضاء على قوات الهاغاناه المتواجدة في منطقة الشجرة.
وفي ليلة 10 حزيران اتخذت هذه القوات مواقعها للهجوم على القوات الصهيونية المتمركزة في الشجرة.وقد صدرت الأوامر بالهجوم على الشجرة في صباح 10 حزيران، فاندفع المشاة تساندهم المدفعية، وتحميهم المصفحات نحو التلال التي تفصلهم عنها أراضي منبسطة مكشوفة معرضة لنيران القوات الصهيونية وكان نتيجة ذلك ان تكبدت هذه القوات خسائر فادحة كان لها الأثر فيما بعد.
وقد رافق هذا الهجوم عملية هجوم أخرى انطلقت من لوبيا اشترك فيها عدد من المجاهدين الفلسطينيين، كما جذب صوت القصف المدفعي المجاهدين المتواجدين في منطقة الناصرة نحو تلال الشجرة من الغرب، وقد تميز الهجوم بعنفه وسرعته واحكام العمليات، في حين كانت المدفعية تزداد شدة في إطلاق نيرانها.
بدأت قوات الهاغاناه بالانسحاب تدريجياً على طول خط النار باتجاه قرية الشجرة، وقامت القوات العربية المشتركة بدورها بمطاردة هذه القوات، في حين تحولت نيران المدفعية لتقصف مستعمرة الشجرة ذاتها وسرعان ما وصلها المجاهدون، وفي هذه الأثناء توقف إطلاق النار تنفيذاً لاتفاقية الهدنة الأولى 11 حزيران من عام 1948.
.
قتل نتيجة المعركة 300 شاب عربي وفلسطيني.

### المعركة الثالثة: «سقوط الشجرة»
وفي أثناء وقف القتال -فترة الهدنة الأولى من 11/6 وحتى 9/7/1948- استغل اليهود كل لحظة من الهدنة لإحضار المعدات العسكرية والعتاد اللازم والمؤمن والتي زُودوا بها من أطراف غربية لا سيما بريطانيا وأمريكا لخوض معارك متوقعة ما بعد الهدنة.
مع اكمال القوات الصهيونية استعداداتها اللازمة لمعارك جديدة مع المجاهدين وانتهاء الهدنة في 9 تموز 1948 قامت بهجوم شرس في صباح 8 تموز أي قبل أنتهاء الهدنة بيوم على الشجرة، واحتدمت المعركة وامتدت ساحة العمليات إلى بقية أنحاء الجبهة. وقد ظهرت لأول مرة منذ اندلاع الحرب في فلسطين طائرات حربية إسرائيلية تزودت بها أثناء الهدنة، وقامت بقصف القرى المجاورة للشجرة قصفاً شديداً، كما ظهرت لأول مرة المدفعية الثقيلة في جبهة الشجرة. استمرت المعارك دون انقطاع بين المجاهدين وقوات الهاغاناه في جميع المحاور القريبة من الشجرة، وبدأت الذخائر تنفد بين يدي القوات العربية في حين أخذت قوات الهاغاناه تصعّد حدة القتال على جبهة الشجرة، وتبذل جهوداً مستميتة لطرد القوات العربية المشرفة على الشجرة، وقد أدى نفاد الذخائر من المجاهدين إلى سحب المصفحات من الجانب الغربي، وظهر احتمال سحب القوات المتواجدة في الشجرة إلا أن ذلك كان سيؤدي إلى سيطرة الهاغاناه على الشجرة بسهولة وإحكام سيطرتها على الجليل الأسفل. وفي نهار 13 تموز 1948 تم النصر للمجاهدين والاستيلاء على قرية الشجرة، لكن قوات جيش الإنقاذ تكبدت خسائر فادحة لا تقدّر حينه بثمن، بالإضافة إلى إصابة أكثر قادة السرايا بجروح بليغة.
ما لبثت قوات العدوان ان أعادت تنظيمها حيث قامت في ليلة 14 تموز بحشد كبير في كفر سبت القريبة من مستعمرة ايلانه «الشجرة» وأخذت مدافعها الثقيلة بقصف مواقع جيش الإنقاذ بكثافة عالية وبشدة وسرعة متناهية، مما أدى إلى إضعاف متزايد لجيش الإنقاذ وسقوط العديد من الشهداء. بالرغم من ذلك بذلت القوات العربية كل جهودها لخوض معركة شديدة، لكن مدفعية الهاغاناه تابعت قصفها لمواقع الشجرة، وفي الوقت ذاته قامت جيوش الهاغاناه بتطوير هجومها على بقية القطاعات والتي كان من شأنها إضعاف المجاهدين حيث انتقل الصراع إلى أبواب الناصرة.
مع تزايد قصف الهاغاناه ضد قوات الإنقاذ المنتشرة على جميع الجبهات في فلسطين، وخاصة المتواجدة في جبهة الشجرة، وزحف قواتها المتواجدة في طبريا نحو لوبيا والشجرة والمتواجدة أيضاً في الناصرة نحو الشجرة وتزايد خسائر جيوش الإنقاذ وسقوط المزيد من الشهداء، تسللت أنباء مفادها سقوط اللد والرملة وأجزاء أخرى من البلاد لا سيما القرى المجاورة للشجرة: لوبيا، نمرين، طرعان، عين ماهل، شفا عمرو والناصرة، مما ثبط من روح المقاومة.
سقطت الشجرة في 15 تموز 1948 بعد صراع دام أشهر مع الصهاينة معلنة الاستسلام لقوات الهاغاناه، وبسقوط الشجرة أحكمت الهاغاناه سيطرتها على الجليل الأسفل.
دمرت قرية الشجرة المجاهدة وتشتت سكانها.

## من شهداء المعركة
استشهد في المعركة عدد من أبناء القرية قدر عددهم حسب احصائية أولية للمعركة ب300 شخص، كما واستشهد فيها الشاعر الفلسطيني المعروف عبد الرحيم محمود أبو الطيب، يوم 13 حزيران 1948 الذي ولد في قرية عنبتا قضاء طولكرم، وقد أصابته قذيفة في عنقه، وكان يتمتم وهو محمول على أكتاف أصدقائه:
احملوني احملونــــــي***وأحذروا ان تتركوني
وخذوني ولا تخافــــوا***وإذا مت ادفنونــي
ومن أبياته المشهورة:
سـأحمل روحــي على راحتي***والقي بها في مهـاوي الردى
فإما حياة تسر الصـديـق *** وإمـا ممات يغيظ العدى
وفيما يلي أسماء بعض الشهداء:
من أهل الشجرة: سعد علي الأحمد- حسن الحجة البكر-إبراهيم حسن البكر-محمود حسن مهران- ياسر العيلوطي-فضل العيلوطي -محمد العبد -. خالد محمد ذياب -عبد الحليم ذياب - صالح حسن عمر - محمود فارس-علي نوفل سرحان - عيسى السعيد -طه درويش -مصطفى سعد -حسن معارنة-إبراهيم عزيري - إبراهيم ذياب-حسن محمد- -عبد الكريم مغربي - فالح محمد-فاطمة طه -فاطمة محمود -زهرة موسى-محمود اللافي الكيوفي - محمد صالح مطر -محمد سليم صالح -فؤاد هوين صالح.
من أهل كفركنا: جمال يوسف سمارة -احمد إسماعيل حكروش - محمود محمد عودة الله.
من أهل طرعان: نمر قاسم عيساوي -عبد الأعمر زرعيني-سليم محمد زرعيني.

## الشجرة اليوم
في ظل الاحتلال الصهيوني لفلسطين، عمد الصهاينة إلى تغيير كافة معالم الأراضي الفلسطينية لمحو ذاكرتها وتهويدها، ولم تقتصر جهودهم على إزالة معالم القرى وهدم البيوت وبناء المستوطنات فقط إنما قاموا بتغيير حتى أسمائها الأصلية. لذا فاليوم تجلس مستوطنة «إيلانا السجيرة» على صدر قرية الشجرة الفلسطينية التي أصبحت اليوم مجرد بقايا بيوتات مهملة مغطاة بالأشجار والنباتات البرية.
من شخصيات الشجرة المعروفة أيضا: الشاعر الشيخ علي الأحمد (توفي في مدينة الناصرة عام 1960)